# Числа (Остаться в живых)
«Числа» (англ. Numbers) — восемнадцатая серия первого сезона американского телесериала «Остаться в живых». Центральный персонаж — Хёрли — вспоминает, как выиграл в лотерею, и идёт на поиски Даниэль Руссо.

## Сюжет

### Воспоминания
Хёрли сидит дома у телевизора и следит за розыгрышем телелотереи. Мать ругает его за то, что он только и делает, что целый день спит, ест и проводит время за просмотром телепередач. В билете Хёрли отмечены числа: 4 8 15 16 23 42. Неожиданно они полностью совпадают с выигрышной комбинацией, делая Хёрли обладателем огромной суммы денег. Будучи не в состоянии справиться с нахлынувшими эмоциями, он падает в обморок. Вскоре перед своим домом Хёрли даёт интервью. Он представляет журналистам свою семью: мать, брата Диего с его девушкой и дедушку, у которого, по словам Хьюго, железное здоровье. Но, вопреки сказанному, дедушка Хёрли внезапно лишается чувств. Позже выясняется, что причиной тому был инфаркт. Некоторое время спустя Хьюго везёт свою мать продемонстрировать сюрприз — новый дом. В дороге они обсуждают несчастья, которые свалились на их семью после победы в лотерее: смерть дедушки, удар молнии в священника на похоронах, бегство девушки Диего, оказавшейся лесбиянкой. Хёрли просит мать завязать глаза, на что та неохотно соглашается, после чего подводит к их новому дому. Но тут она ломает ногу, а из окна дома начинает валить дым. Хёрли не может вызвать пожарных, поскольку он окружён полицейскими, которые по ошибке приняли его за наркоторговца. Вокруг Хёрли продолжают происходить разные беды. Хьюго кажется, что в этом виноваты проклятые деньги, но вскоре он приходит к мысли, что это не деньги прокляты, а числа. Словно в доказательство его догадки, за окном пролетает выпавший откуда-то сверху человек. После случившегося Хёрли едет в психиатрическую больницу, в которой, как оказывается, он лечился ранее, и встречается с пациентом, не переставая повторяющим числа: 4 8 15 16 23 42. Расспрашивая, откуда взялась эта комбинация, Хёрли понимает, что именно здесь он когда-то впервые услышал её, и, запомнив, впоследствии отметил на лотерейном билете. Пациент называет адрес некоего человека в Австралии. Отправившись туда, Хёрли знакомится с женщиной, утверждающей, что пациент клиники и её покойный муж служили в прошлом радиоперехватчиками в Тихом океане. Однажды в эфире они услышали мужской голос, повторяющий эти числа (в момент крушения корабля, на котором находилась группа Руссо). Оба запомнили их и стали затем применять в различных конкурсах. С тех пор их обоих постигали несчастья. В итоге, один сошёл с ума, а второй застрелился.

### События на острове
Хёрли обнаруживает на картах Даниэль Руссо комбинацию: 4 8 15 16 23 42. Встревоженный, он берёт одну из карт и просит Саида Джарра показать ему дорогу к француженке, но тот отказывается. Хёрли ходит по пляжу в поисках кабеля. Саид, Джек Шепард и Чарли Пэйс направляются за ним. Клэр Литтлтон соглашается на просьбу Джона Локка помочь ему что-то смастерить. Хёрли идёт вдоль кабеля и едва не наступает на ловушку Руссо, но подоспевший вовремя Саид спасает его от шара, набитого острыми кольями. Вчетвером они следуют дальше, но вскоре обнаруживают, что кабель уходит в землю. Чарли находит подвесной мост через обрыв и пропускает вперёд Хёрли, который успешно переправляется на другую сторону. Чарли же успевает дойти почти до конца, как вдруг мост обрывается и Хёрли с трудом удаётся его вытащить. Джек и Саид оказываются отрезанными от остальной группы. Они идут в обход и первыми находят хижину Руссо. Но выясняется, что француженка заминировала её, и, когда Джек задевает леску, хижина разлетается. Саид понимает, что Руссо предполагала, что он может привести к ней кого-нибудь, и потому покинула хижину. Даниэль из снайперской винтовки стреляет в Чарли и Хёрли, но промахивается. Напуганный произошедшим Чарли убегает, а Хёрли из разговора с Руссо узнаёт, что та попала на остров из-за всё тех же чисел. 16 лет назад её корабль перехватил сообщение. Направляясь за сигналом, корабль разбился о рифы. Позже Даниэль заменила это сообщение на своё. Она отдает Хёрли батарею для Саида, который хочет сделать радар для плота Майкла, и отпускает его. Тем временем Локк при помощи Клэр заканчивает колыбель для её будущего малыша. Саид, Джек, Чарли и Хёрли возвращаются в лагерь выживших.

## Показ
При первом показе серию посмотрело 18.85 миллионов американских телезрителей.
После выхода серии числа 4 8 15 16 23 42 стали очень популярным выбором для игроков в лотереи.
В январе 2011 года два билета с похожей на вышеупомянутую комбинацией 4, 8, 15, 25, 47, 42 выиграли джекпот в 380 млн долларов в американской лотерее Mega Millions, а несколько тысяч человек, которые использовали полную комбинацию и тем самым угадали 4 числа, в том же розыгрыше разделили оставшийся банк, получив по 150 долларов каждый.